# Arrondissement de Castelnaudary
L'arrondissement de Castelnaudary est un ancien arrondissement français du département de l'Aude. Il fut créé le 17 février 1800 et supprimé le 10 septembre 1926. Les cantons furent rattachés à l'arrondissement de Carcassonne.

## Composition
Il comprenait les cantons de Belpech, Castelnaudary, Fanjeaux et Salles-sur-l'Hers.

## Sous-préfets
| Période           | Période           | Identité                                              | Fonction précédente                                | Observation                                                 |
| ----------------- | ----------------- | ----------------------------------------------------- | -------------------------------------------------- | ----------------------------------------------------------- |
|                   |                   |                                                       |                                                    |                                                             |
| 17 avril 1800     | 1811              | Guillaume-Charles Robert                              | Membre du conseil des Cinq-cents                   |                                                             |
| ca 1813           |                   | Georges de Grand                                      |                                                    |                                                             |
|                   |                   | François-Louis-Gustave de Gratet, vicomte du Bouchage |                                                    | sous-préfet à Murat en 1822-1823                            |
| 6 décembre 1870   | 25 avril 1871     | Henri Cotelle                                         | Intendant militaire                                | Nommé sous-préfet de Pithiviers                             |
|                   |                   |                                                       |                                                    |                                                             |
| 7 juin 1873       | 21 décembre 1873  | Hyacinthe Beaussant                                   | Sous-préfet de Belley                              | Nommé sous-préfet de Libourne                               |
|                   |                   |                                                       |                                                    |                                                             |
| 24 mai 1877       | 3 juillet 1877    | François Sigaudy                                      | Sous-préfet du Vigan                               | Remplacé                                                    |
|                   |                   |                                                       |                                                    |                                                             |
| 26 mars 1880      | 1er décembre 1888 | Joseph Fazuilhe                                       |                                                    | Nommé sous-préfet d'Argentan                                |
| 1er décembre 1888 | 9 juillet 1890    | Jean Combes                                           | Chef de cabinet du préfet de la Haute-Vienne       | Nommé sous-préfet de Châtillon-sur-Seine                    |
| 9 juillet 1890    | 23 mai 1896       | Jacques Dupré                                         | Avocat stagiaire à Bordeaux                        | Nommé sous-préfet de Montbrison                             |
| 23 mai 1896       | 19 juillet 1898   | Jean Monsarrat                                        | Conseiller de préfecture de la Loire               | Nommé sous-préfet de Boussac                                |
| 19 juillet 1898   | 21 octobre 1898   | Charles Ébelot                                        | Sous-préfet d'Embrun                               | Nommé sous-préfet de Saint-Sever                            |
| 21 octobre 1898   | 10 octobre 1900   | Marie-Raymond Vassal                                  | Sous-préfet de Castellane                          | Nommé sous-préfet de Bellac                                 |
| 10 octobre 1900   | 31 mars 1905      | Jules Labarthe-pradal                                 | Sous-préfet de Saint-Girons                        | Remplacé                                                    |
| 31 mars 1905      | 14 février 1906   | Marcel Boissonnade                                    |                                                    | Nommé sous-préfet de Bernay                                 |
| 14 février 1906   | 20 octobre 1911   | Joseph Zimmermann                                     | Secrétaire général de la prefecture de la Creuse   | Nommé sous-préfet de Narbonne                               |
| 20 octobre 1911   | 2 août 1914       | Laurent Arrighi                                       |                                                    | Mobilisé la guerre et meurt pour la France                  |
|                   |                   |                                                       |                                                    |                                                             |
| 5 décembre 1917   |                   | Joseph Grasset                                        | Conseiller de préfecture de la Charente-Inférieure | Mort en fonction                                            |
| 22 mars 1919      | 24 août 1921      | André Cornu                                           | Chef de cabinet du préfet des Côtes-du-Nord        | Nommé secrétaire général de la prefecture de Lot-et-Garonne |
|                   |                   |                                                       |                                                    |                                                             |

## Liens
- Organisation administrative sous Napoléon